# Песнопой (област Кърджали)
 Тази статия е за селото в Област Кърджали.  За другото българско село с име вижте Песнопой (Област Пловдив).  
Песнопо̀й е село в Южна България, община Ардино, област Кърджали.

## География
Село Песнопой се намира в най-източната част на Западните Родопи, на около 8 km на запад от река Боровица, която ги разграничава от Източните Родопи, на около 23 km на запад-северозапад от Кърджали и 12 km на север от Ардино.
| Население по години | Население по години |
| ------------------- | ------------------- |
| 1934 г.             | 1039 души           |
| 1946 г.             | 842 души            |
| 1956 г.             | 515 души            |
| 1975 г.             | 131 души            |
| 1985 г.             | 73 души             |
| 1992 г.             | 32 души             |
| 2001 г.             | 12 души             |
| 2011 г.             | 12 души             |
| 2019 г.             | 13 души             |

Селото е разположено в стръмната падина между два хребета, разточено на почти 2 km в направление север-северозапад, на около 2 km западно от село Сполука.
Надморската височина в северния му край е около 930 – 940 m, а в южния – около 650 – 660 m. На около километър югозападно от най-южната му част към 2020 г. се намира ВЕЦ „Хладилника“, построена на Давидковска река, ляв приток на Арда.
До село Песнопой води път без настилка, отклоняващ се непосредствено преди село Русалско от пътя откъм село Сполука. Придвижването от пътя до селото и из селото е по пътеки.
Поради наличието в околността на подходяща за строителство слоеста скална порода, постройките в селото са изградени с каменна зидария и покрити с каменни плочи. Към края на второто десетилетие на 21 век повечето от тях са изоставени и се рушат.
Предполага се наличието на златни находища край Песнопой.

## История
Селото – тогава с име Ашиклар – е в България от 1912 г. Преименувано е на Песнопой с министерска заповед № 3775, обнародвана на 7 декември 1934 г.
Към 31 декември 1934 г. село Песнопой се състои от махалите Глоге (Кара бекирлер), Зимница (Къшла), Полевица (Шерифлер), Чапля (Палалар) и Черньово (Каралар).

## Население
Преброяване на населението през 2011 г.
Численост и дял на етническите групи според преброяването на населението през 2011 г.:
|                     | Численост | Дял (в %) |
| Общо                | 12        | 100,00    |
| Българи             | 0         | 0,00      |
| Турци               | 11        | 91,66     |
| Цигани              | 0         | 0,00      |
| Други               | 0         | 0,00      |
| Не се самоопределят | 0         | 0,00      |
| Неотговорили        | 0         | 0,00      |

## Религии
Религията, изповядвана в селото, е ислям.

## Културни и природни забележителности
Източно от селото има находище на родопски силивряк, включен в червената книга на България на защитените видове.